# Marek Biskupski
Marek Biskupski (ur. 26 sierpnia 1952 w Skarżysku-Kamiennej, zm. 13 czerwca 1996 w Warszawie) – polski lekkoatleta, który specjalizował się w trójskoku i skoku w dal, absolwent Akademii Wychowania Fizycznego w Warszawie w 1973, trener klasy mistrzowskiej, zasłużony działacz lekkoatletyki, szef działu szkolenia Polskiego Związku Lekkiej Atletyki w latach 1993-1996. Zmarł w wieku 44 lat po wielu latach walki z chorobą nowotworową. W uznaniu zasług na rzecz rozwoju sportu w lekkiej atletyce odznaczony został pośmiertnie w 1996 przez Prezydenta RP Złotym Krzyżem Zasługi.

## Rodzina
Syn Stanisława i Krystyny. Wychował się w Kielcach wraz z braćmi: Andrzejem i Krzysztofem. Żonaty, ojciec dwojga dzieci: Bartosza i Kamili.

## Kariera sportowa
Od 13 roku życia był zawodnikiem sekcji lekkoatletycznej kieleckiego klubu Budowlani. Startował w sprincie, wieloboju, ostatecznie ukierunkowując się na skoki długie. Po zdaniu egzaminów na studia w Akademii Wychowania Fizycznego w Warszawie w 1969 jako niespełna 17-letni maturzysta  przeniósł się do stolicy, startując odtąd w barwach klubu MKS AZS Warszawa. Podczas mistrzostw Polski juniorów w 1970 zdobył w trójskoku brązowy medal. Jego obiecującą karierę zawodniczą przerwała seria poważnych kontuzji.

## Kariera zawodowa
Po ukończeniu studiów w 1973 rozpoczął pracę trenera młodzieży w warszawskim klubie Orzeł. Od 1978 pracował w AZS AWF Warszawa, a dodatkowo od 1979 - w nowo powstałej Szkole Mistrzostwa Sportowego im. Janusza Kusocińskiego przy ul. Zuga. Jednocześnie angażował się społecznie w pracach Komisji Młodzieżowej PZLA. W 1986 objął w PZLA stanowisko szkoleniowca ds. młodzieży, w 1989 - szefa szkolenia młodzieży, by w latach 1993-1996 piastować stanowisko szefa szkolenia. W 1991 awansował z trenera klasy pierwszej do klasy mistrzowskiej.

## Osiągnięcia szkoleniowe
Opracował i wdrożył w ośrodkach szkoleniowo-sportowych kraju kompleksowy program doboru, szkolenia i selekcji kadr młodzieży do poszczególnych dyscyplin LA. Skuteczność przyjętych rozwiązań potwierdzały wyniki polskich juniorów osiągane na mistrzostwach Europy i świata już pod koniec lat osiemdziesiątych. Z pierwszych większych zawodów przygotowanych pod jego kierunkiem - mistrzostw świata juniorów w Sudbury w Kanadzie w 1988 - ze złotymi medalami wrócili Tomasz Jędrusik (bieg na 400 metrów) i Artur Partyka (skok wzwyż), z brązowymi - Małgorzata Kiełczewska (rzut oszczepem) i Dorota Buczkowska (bieg na 800 metrów).
Jego koncepcje owocowały sukcesami seniorów, m.in.: w 1994 podczas letnich mistrzostw świata w Helsinkach - srebrnym medalem w skoku wzwyż Artura Partyki, brązowym w wieloboju Urszuli Włodarczyk, w 1995 na mistrzostwach świata w szwedzkim Göteborgu - brązowymi medalami Roberta Korzeniowskiego w chodzie na 50 km i Artura Partyki w skoku wzwyż, zaś w lipcu 1996 na XXVI Letnich Igrzyskach Olimpijskich w Atlancie - złotem i srebrem, które w swoich konkurencjach wywalczyli Robert Korzeniowski i Artur Partyka. Nie mógł niestety być obecny, gdy na olimpijskim podium stawali jego podopieczni.